# Serapias
Serapias és un gènere amb diverses espècies de plantes herbàcies perennes d'orquídies monopòdiques i terrestres de la família Orchidaceae. Es troben a Europa i en la regió Mediterrània.

## Etimologia
Serapias (del grec), relatiu al déu egipci Serapis del que probablement va prendre el nom.

## Taxonomia
- Serapias bergonii
- Serapias cordigera
- Serapias cossyrensis
- Serapias istriaca
- Serapias levantina
- Serapias lingua
- Serapias neglecta
- Serapias nurrica
- Serapias olbia
- Serapias orientalis
- Serapias parviflora
- Serapias perez-chiscanoi
- Serapias politisii
- Serapias strictiflora
- Serapias vomeracea